# Maltesische Badmintonmeisterschaft 2008
Die Maltesische Badmintonmeisterschaft 2008 fand Ende Juli 2008 in Cospicua und Msida statt. Der vollständige Titel des Wettbewerbs war 37th Eurosport National Championships. Hauptsponsor der Veranstaltung war Eurosport.

## Austragungsorte
- St. Martin’s College, Swatar, Msida
- Cottonera Sports Complex, Cospicua

## Finalergebnisse
| Disziplin    | Sieger                            | Finalist                     | Ergebnis            |
| ------------ | --------------------------------- | ---------------------------- | ------------------- |
| Herreneinzel | Stefan Salomone                   | Kenneth Vella                | 13:21, 21:17, 21:7  |
| Dameneinzel  | Maria Borg                        | Catherine Dimech             | 21:11, 13:21, 21:12 |
| Herrendoppel | Stefan Salomone Robert Salomone   | Kenneth Vella David Cole     | 21:18, 21:17        |
| Damendoppel  | Catherine Dimech Joanne Cassar    | Maria Borg Fiorella Farrugia | 21:13, 21:18        |
| Mixed        | Stefan Salomone Fiorella Farrugia | Robert Salomone Maria Borg   | 19:21, 21:17, 21:16 |